# Michael May
Michael May, né le 18 août 1934 à Stuttgart (Allemagne), est un ingénieur et ancien pilote automobile suisse. Il disputa principalement des courses d'endurance mais courut également avec un certain succès en Formule Junior (il a notamment emporté le Grand Prix de Monaco dans cette catégorie en 1959, sur une Stanguellini), avant de débuter en Formule 1 en 1961 au volant d'une Lotus 18. Après un accident lors des essais du Grand Prix d'Allemagne cette même année, il mit un terme à sa carrière sportive et se spécialisa dans l'ingénierie automobile.